# Dochód pasywny
Dochód pasywny – oznacza dochód bez stałego angażowania własnej pracy.
Osoby osiągające dochód pasywny bez wkładu własnej pracy nazywamy rentierami.
Dochód pasywny otrzymywany jest wtedy, gdy raz wykonana praca (akcja, działanie) przynosi zyski, przez określony czas.
W modelowym przykładzie idea dochodu pasywnego, to sytuacja w której po wypracowaniu sobie tzn. “wolności finansowej” nie musimy angażować swojego czasu, ani pracy, by czerpać zyski finansowe z naszych działań. Wystarczy, że raz na pewien czas „przypilnujemy biznesu”, jednak nie musimy wkładać w dochód pasywny swojej energii każdego dnia, jak w pracę na etacie.

## Przykłady dochodu pasywnego
- Odsetki z depozytów bankowych
- Zautomatyzowany płatny serwis internetowy, np. zarabianie na reklamach kontekstowych.
- Dochody z wynajmu posiadanych nieruchomości
- Dywidenda z posiadanych akcji
- Dochody z praw autorskich, licencji, patentów
- Posiadanie dużego biznesu z odpowiednią kadrą managerską
- Dochody z marketingu sieciowego (MLM)
- Dochody z programów partnerskich
- Dochody z funduszy inwestycyjnych
- Renta, emerytura, świadczenia rodzinne
- Dochody z franczyzy[2]